# Ferrovia Woerden-Leida
La ferrovia Woerden-Leida è una linea ferroviaria dei Paesi Bassi che unisce le città di Woerden e Leida.

## Storia
La ferrovia fu inaugurata il 15 ottobre 1878 ed era gestita dalla Nederlandsche Rhijnspoorweg-Maatschappij (NRS). Fu elettrificata nel 1950.